# Wilhelm Deecke (géologue)
Johannes Ernst Wilhelm Deecke (25 février 1862, Lübeck - 23 octobre 1934, Fribourg-en-Brisgau) est un géologue, historiographe, botaniste, et professeur allemand.

## Biographie
Wilhelm Deecke est le  fils de l'historien Ernst Georg Wilhelm Deecke. Il obtient le diplôme de doctorat et devient professeur de géologie et de paleontologie dans les universités de Greifswald et de Fribourg en Breisgau. Entre 1907 et 1928, il occupe la charge de directeur de l'Institut Géologique et Mineur de Baden. Et de 1909 à 1934, il est membre extraordinaire de l'Académie de Sciences de Heidelberg et membre correspondant de la Société d'Histoire naturelle de Bâle. Il est conseiller privé en 1917 pour Baden et il est, de1926 à 1934, membre titulaire de la Société Scientifique de Strasbourg. Il est également membre de la Société Géologique et autres associations scientifiques et mathématiques.
Deecke acquiert une importance immense pour la recherche archéologique et, en 1922, il réorganise comme Directeur Exécutif de Conservation de la préhistoire et protohistoire de Baden; et premier directeur des rapports du Fonds de Baden. Depuis la fin de la décennie de 1880, il travaille depuis une perspective géologique de thèmes archéologiques. Il est nommé à Fribourg, et il est aussi codirecteur du Musée de la Préhistoire, avec sa conférence inaugurale sur le thème Géologie et Préhistoire. Il est également connu par son important travail  sur le silex prehistorique (1933).
En 1925, il devient membre de la Leopoldina.

## Quelques publications
- Zur Geologie von Unteritalien Betrachtungen über Donnes neapolitanische Erdbeben von 1857. Neues Jahrbuch für Mineralogie, Geologie und Paläontologie, p. 286-330, 1891
- Der Granitstock Donnes Elsässer Belchen in donnent Südvogesen Zeitschrift der deutsch geologischen Gesellschaft, Jg. 1891, p. 839-878, 1891
- Italien, Alfred Schall Hofbuchhändler, 1898
- Geologischer Führer durch Bornholm, Gebrüder Bornträger, Berlin, 1899
- Geologischer Führer durch Campanien, Borntraeger, Berlin, 1901
- Neue Materialien zur Geologie von Pommern, Kunike (Druckerei ?) 1902
- Der geologische Bau der Apenninenhalbinsel und die Schweeremessungen, N. Jb. p. 129-158, 1907
- Bemerkungen zur älteren Kartographie Pommerns, Rügisch-Pommerschen Geschichtsverein zu Greifswald und Stralsund, vol. 11, 1910
- Landeskunde von Pommern, Göschen, Leipzig, 1912
- Geologie von Baden, Gebrüder Bornträger, Berlin, 2 vol., 1916
- Morphologie von Baden, Auf geologischer Grundlage, Gebrüder Bornträger, Berlin, 1918
- Vier Kapitel aus der petrographischen Geologie, Berichte der Naturforschenden Gesellschaft zu Freiburg im Breisgau, 1919
- Natur, Oberflächengestaltung Ou. Wirtschaft der Baar, Heimatflugblätter vom Landesverein Baden. Vom Bodensee zum Main. Nº. 16, 1921
- Phytopaläontologie und Geologie, Gebrüder Bornträger, Berlin, 1922
- Mitteleuropäische Meeresströmungen D. Vorzeit, Walter de Gruyter, Berlin, 1923
- Die Fossilisation, Gebrüder Bornträger, Berlin, 1923
- Trigoniidae mesozoicae (Myophortis exclusis), Junk, Berlin, 1925
- Tu donnes innere System im west- und süddeutschen Thermalphänomen, Zeitschrift der deutsch geologischen Gesellschaft, Abh. 77, p. 96-111, 1925
- Echinoidea jurassica, Junk, Berlin, 1928
- Schrifttum zur Ur- und Frühgeschichte Badens 1908-1933, Badische Fundberichte, (Amtl. Nachrichtenblatt für die ur- und frühgeschichtliche Forschung), Heidelberg, Tome 1, 32 p., 1929 – 1936
- Hydrographie Donnes Kaiserstuhls, Abhandl. der Heidelberger Akademie der Wissenschaften, Math.-nat. Klasse, Walter de Gruyter, Berlin, 1931
- Geologie rechts und Liens der Eisenbahnen im Schwarzwald, Selbstverlag, Freiburg, 1932
- Hydrographie der Dinkelberge bei Basel, Walter de Gruyter, 1932
- Geologisch- geographische Wanderungen im Schwarzwald, Geologie Heft 1. Schwarzwald, Selbstverlag Donnes Badischen Schwarzwaldvereins Et. V, Freiburg i. Br. 1932
- Kritische Studien zu Glazialfragen Deutschlands III, Z. Gletscherkunde, p. 283-318, 1934
- Die mitteleuropäischen Silices nach Vorkommen, Eigenschaften und Verwendung in der Prähistorie, Jena 1933

## Littérature
- Deecke-Festschrift. Wilhelm Deecke gewidmet von Schülern und Freunden. Fortschritte der Geologie und Palaeontologie, 11: 33-37, Berlin, Borntraeger, 1932
- H. Wehrli: Wilhelm Deecke - Der Gründer Donnes Geologischen Instituts (Greifswald 1886-1906). Festschrift zur 500-Jahrfeier der Universität Greifswald, 1956, Greifswald
- Deecke, Johannes Ernst Wilhelm, Geologe und Paläontologe, 1862-1934; siehe 1, 92, Badische Biographien Neue Folge, herausgegeben im Auftrag der Kommission für geschichtliche Landeskunde in Baden-Württemberg von Bernd Ottnad, Kohlhammer, Stuttgart, 1982  (ISBN 978-3-17-007118-6) Nachruf: Badische Fundberichte III/6, 1935, 177-181

Deecke est l’abréviation botanique standard de Deecke.
Consulter la liste des abréviations d'auteur en botanique ou la liste des plantes assignées à cet auteur par l'IPNI, la liste des champignons assignés par MycoBank, la liste des algues assignées par l'AlgaeBase et la liste des fossiles assignés à cet auteur par l'IFPNI.

## Source
- Zander, R; Fritz Encke, Günther Buchheim, Siegmund Seybold (eds.) Handwörterbuch der Pflanzennamen. 13ª ed. Ulmer Verlag, Stuttgart 1984  (ISBN 3-8001-5042-5)